# كوتاتي (كاليفورنيا)
كوتاتي (بالإنجليزية: Cotati)‏ هي إحدى مدن مقاطعة سونوما، كاليفورنيا. تم إعطاءها لقب مدينة في 16 يوليو، 1963.

## الموقع الجغرافي
الموقع الجغرافي للمناطق المحيطة بهذه النقطة هو كالتالي: